# Banco de germoplasma

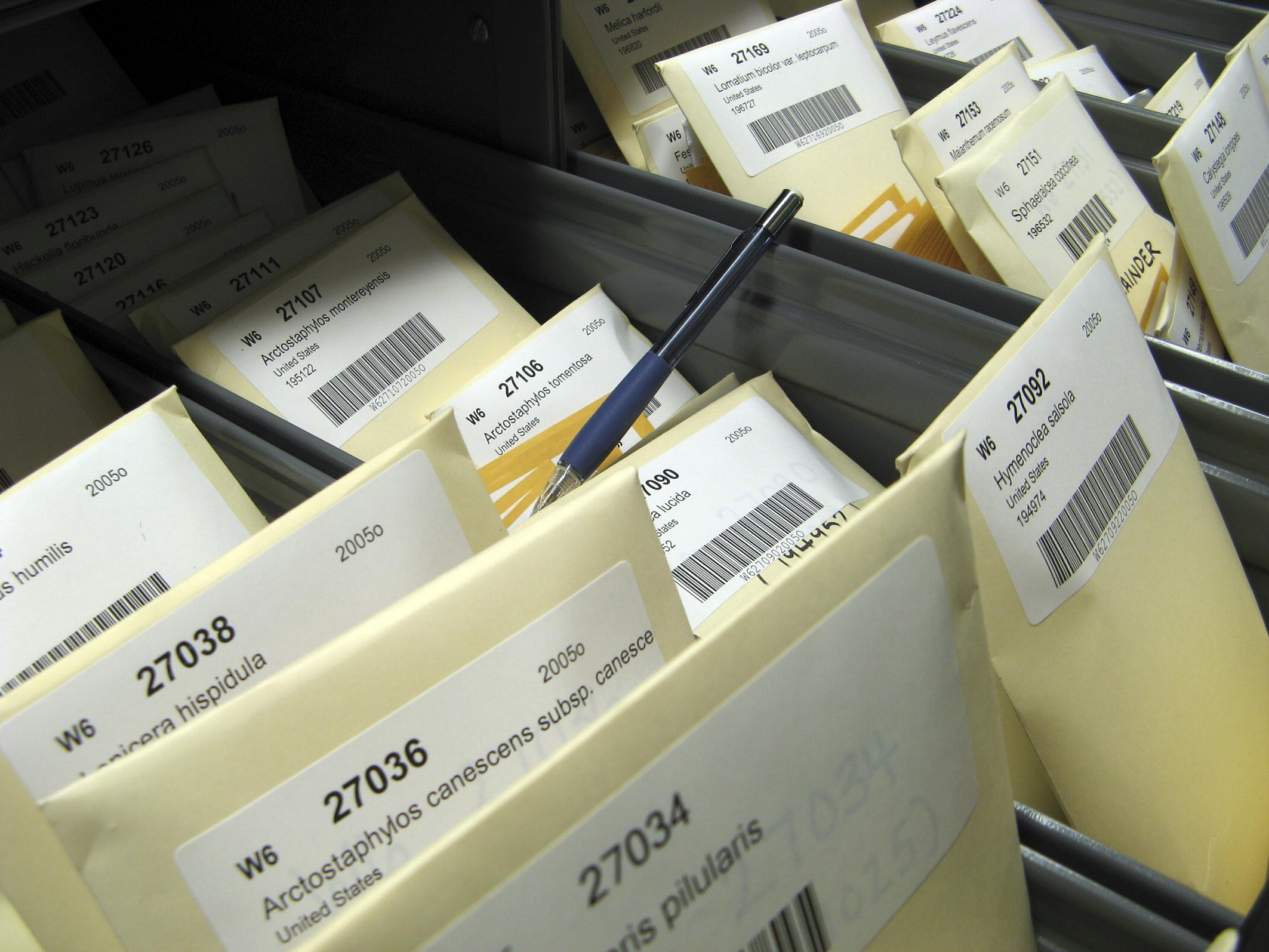
Sobres de semillas típicas de los bancos de germoplasma. Banco de semillas de la "Western Regional Plant Introduction Station", Estados Unidos.

En el área de los recursos genéticos, un banco de germoplasma o banco de semillas es un lugar destinado a la conservación de la diversidad genética de uno o varios cultivos y sus especies silvestres relacionadas. En muchos casos, no se conservan semillas sino otros propágulos, tales como tubérculos o raíces debido a que el cultivo en cuestión se multiplica solo asexualmente. La conservación de las semillas se realiza a bajas temperaturas, de modo de mantener por muchos años una adecuada viabilidad de las mismas. Físicamente, los bancos de germoplasma consisten en grandes depósitos de sobres de semillas conservados a bajas temperaturas.

## Razones para los bancos degermoplasma
Las razones para el almacenamiento de semillas en bancos de germoplasma pueden ser varias. En el caso de los cultivos destinados a alimento, muchas plantas útiles que se han desarrollado durante siglos ya no se utilizan para la producción agrícola comercial y son cada vez más raros, por lo que se hace imprescindible conservarlas antes de su completa desaparición. El almacenamiento de semillas también las protege contra eventos catastróficos como desastres naturales, brotes de una enfermedad o guerras.

## Redes globales de bancos degermoplasma
Hay cerca de 6 millones de accesiones o muestras de una población de plantas en particular, almacenados como semillas en unos 1.300 bancos de germoplasma en todo el mundo a partir de 2006. Esta cantidad representa solo una pequeña fracción de la biodiversidad del mundo, ya que muchas regiones del planeta no han sido totalmente exploradas para colectar recursos genéticos. Hay bancos de germoplasma que disponen de acceso libre al material fitogenético almacenado, como en el caso de la Red de Bancos de Germoplasma chilena.

## Conservación de las semillas
Las semillas a conservar dentro del banco de germoplasma se cosechan y se secan hasta un contenido de humedad de menos del 5%. Una vez realizado el proceso de desecación, se almacenan en congeladores a -18 °C o menos. Debido a que la semilla pierde su viabilidad con el tiempo, las semillas tienen que ser periódicamente resembradas de modo de poder cosechar semillas frescas las cuales inician otra ronda de almacenamiento a largo plazo.